# Sadia
Sadia is een bestuurslaag in het regentschap Bima van de provincie West-Nusa Tenggara, Indonesië. Sadia telt 4144 inwoners (volkstelling 2010).